# Книжка року 2002

## «Дитяче свято»
книжки для малечі;
1. Марійка Луговик, Іван Малкович, Софія Ус. Вовченятко, яке запливло далеко в море. Сер. «Для малят від 2 до 102». — К.: А-ба-ба-га-ла-ма-га, 32 с.(п)
2. ЖОВТИКИ.-Л.: Ладекс, 15 с. (о)
3. Улюблені вірші; Вовк і семеро козенят; Юрій Ярмиш, Юля Мітченко. Їжачок та Соловейко; Білосніжка та семеро гномів; Марійка Луговик, Іван Малкович. Вовченятко, яке запливло далеко в море; Хатка, яку збудував собі Джек. Сер. «Міні-диво». — К.: А-ба-ба-га-ла-ма-га, 16 с.(о)

художні твори для школярів та підлітків;
1. Дж.К.Ролінґ. Гаррі Поттер і філософський камінь; Гаррі Поттер і таємна кімната. — К.: А-ба-ба-га-ла-ма-га, 319 с.; 346 с.(п)[1]
2. Всеволод Нестайко. Тореадори з Васюківки. — К.: Веселка; Тернопіль: Навчальна книга Богдан, 437 с.(п)
3. Ігор Калинець. Казки зі Львова. — Л.: Піраміда, 252 с.(о)

розвиваюча література;
1. Дарія Цвєк. Малятам і батькам. — Л.: Видавництво Старого Лева, 144 с.(п)
2. Ірина Пименова. Начало всіх начал; Таємниці давніх цивілізацій. Сер. «Історія людства». — Х.: Веста; Ранок, 64 с.(п) /укр. та рос./
3. Мандруймо у дивосвіт. Географічний атлас для наймолодших. — К.: Картографія, 95 с. (п)

## «Вершини»
українська класична література;
1. Дмитро Донцов. Твори. Т.1 Геополітичні та ідеологічні праці. — Л.: Кальварія, 488 с.(с)
2. Михайло Грушевський. Твори у 50 томах. Т.1. — Л.: Світ. (п)
3. Повість минулих літ. — К.: Веселка, 227 с.(п)

зарубіжна класична література;
1. Марсель Пруст. У пошуках утраченого часу. Т 7. Віднайдений час. — К.:  Юніверс, 384 с.(с)
2. Загублена арфа. Антологія німецькомовної поезії Буковини. — Чернівці: Золоті литаври, 543 с.(п)
3. Вітольд Ґомбрович. Фердидурке. Сер. «Зарубіжна класика». — К.: Основи, 326 с.(о)

українське та зарубіжне літературознавство-біографії-мемуари (стосовно постатей до середини XX ст.);
1. Києво-Могилянська академія в іменах. XVII—XVIII ст. — К.: Видавничий дім «КМ Академія», 736 с.(п)
2. Соломія Павличко. Теорія літератури. — К: Основи — 679 с. (о)
3. Соломія Павличко. Фемінізм. — К: Основи, 322 с.(о)

## «Обрії»
історія-біографії-мемуари;
1. Наталя Яковенко. Паралельний світ. Дослідження з історії уявлень та ідей в Україні XVI — XVII ст. Сер. «Критичні студії». — К.: Критика, 416 с.(п)
2. Гіроакі Куромія Свобода і терор у Донбасі. Українсько-російське прикордоння, 1870—1990-і роки. — К.: Основи, 510 с.(о)
3. Вадим Адаруров. Історія Франції. Королівська держава та створення нації до кінця XVIII ст. — Л.: Видавництво Католицького Університету, 412 с.(о)

науково-популярна есеїстика;
1. Федеративна Республіка Україна. Насильство. Влада. Терор. Топос поразки. Покоління і молодіжні субкультури — Л.: Журнал «Ї», 316 с.340 с.302 с.260 с.(о)
2. Энциклопедия Амосова. — Донецьк: Сталкер, 463 с.(п)
3. Юрій Шилов. Джерела. — К.: Аратта

суспільствознавство;
1. Джеймс Лалл. Мас-медіа, комунікація, культура: глобальний підхід. — К.: К. І.С, 264 с.(о)
2. Соціум. Альманах соціальної історії. Випуск 1. — К.: Інститут історії України НАН України, 253 с.(о)
3. С. Л. Удовик. Глобализация: семиотические подходы. Сер. «Образовательная библиотека». — К.: Ваклер, 480 с.(п)

## «Красне письменство»
сучасна українська та перекладна проза;
1. Приватна колекція. Вибрана українська проза та есеїстика кінця XX століття. — Л.: Піраміда, 628 с.(с)
2. Тарас Прохасько. Непрості. — Івано-Франківськ: Лілея-НВ, 140 с.(о)
3. Володимир Діброва. Вибгане. — К.: Критика, 560 с.(п)

сучасна українська та перекладна есеїстика;
1. Роман Корогодський. І дороги. І правди. І життя; У пошуках внутрішньої людини. — К.: Гелікон, 376 с.; 208 с.(о)
2. Жінка як текст. Емма Андієвська, Соломія Павличко, Оксана Забужко: фраґменти творчості і контексти. Сер. «Текст+Контекст». — К.: Факт, 208 с.(п)
3. Станіслав Лем. Високий Замок. — Л.: Піраміда, 164 с.(п)

сучасна українська та перекладна поезія;
1. Василь Герасим'юк. Поет у повітрі. — Л.: Кальварія, 144 с.(п)
2. Ігор Римарук. Діва Обида. Видіння і відлуння. — Видання друге, доповнене. — Л.: Кальварія, 160 с.(п)
3. Борис Чичибабин. Благодарствую, други мои…— Х.: Фолио, 460 с.(п); Борис Чичибабин. И все таки я был поэтом. — Х.: Фолио, 463 с.(п); Борис Чичибабин. Кончусь, останусь жив ли…: Ранее и позднее. . — Х.: Фолио, 479 с.(п)

## «Софія»
класична філософія/гуманітаристика;
1. Класики політичної думки від Платона до Макса Вебера. — К.: Тандем, 584 с.(с)
2. Лібералізм. Антологія. — К.: Смолоскип, 1126с.(п)
3. Ніколя Мальбранш. Про пошук істини. Т 1. — К.: Port-Royal, 404 с.(о)

сучасна українська філософія-гуманітаристика;
1. Оксана Маланчук-Рибак. Жінка в історії. — Л.: Львівський національний університет, 336 с.(о)
2. Віталій Табачковский. У пошуках невтраченного часу. — К.: Парапан, 300 с.(о)
3. Сергій Головащенко. Біблієзнавство. — К.: Либідь, 496 с.(о)

сучасна перекладна філософія-гуманітаристика;
1. Ганс Ґеорґ Ґадамер. Вірш і розмова. Есе. — Л.: Журнал «Ї», 188 с.(о)
2. Петер Слотердайк. Критика цинічного розуму. — К.: Тандем, 544 с.(п)
3. Маршалл Мак-Люен. Галактика Ґутенберґа: Становлення людини друкованої книги. — К.: Ніка-Центр, 464 с.(п)

## «Візитівка»
мистецтвознавство та етнографічні дослідження:
1. Олександр Клековкін. Сакральний театр: Генеза. Форми. Поетика (Структурно-типологічне дослідження). — К.: Державний інститут театрального мистецтва ім. Карпенка-Карого, 270 с.(о)
2. Анатолий Макаров. Малая энциклопедия русской старины. — К.: Довіра.
3. Сьюзен Зонтаґ. Про фотографію. — К.: Основи, 189 с.(о)

туристична література:
1. Кальницкий М. Б., Григорук А А. Прогулка по Киеву: Путеводитель. — К.: Балтия Друк, 224 с.(о). — рос., англ, нім. м.
2. Михайло Кальницький, Дмитро Малаков, Оксана Юркова. Нариси з історії Києва. — К.: Генеза, 384 с.(п)
3. Борис Кузик, Василь Білошапка. У плині часу: Енциклопедія Олександрівщини. — К.: Мистецтво, 319 с. (п)

художні альбоми та представницькі видання:
1. Влодкауфман. Гра в гру. — Л.: Рігель, Дзига.(о)
2. Наш Станиславів. — Івано-Франківськ: Лілея-НВ, 120 с.(п)
3. Ігор Костін. Чорнобиль. Сповідь репортера. — К.: Мистецтво, 320 с.(с)

## «Енциклопедія»
довідкова, фахова література;
1. Вільям Ф.Ґанонґ. Фізіологія людини. — Л.: БаК, 784 с. (п)
2. Стефан П.Робінс, Девід А.Деченцо. Основи менеджменту. — К.: Основи, 671 с.(п)
3. Людина. Навчальний посібник з анатомії та фізіології. — Л.: БаК, 240 с. (п)

побут, дозвілля;
1. Орхідеї. — К.: «Просвіта», 224 с.(п)
2. Борис Бурда. Разговор вокруг еды: Кулинария от Бориса Бурды. — Х.: МД, 128 с.(с)
3. Енциклопедія української кухні. — Донецьк: Сталкер, 511 с. (п)

словники;
1. Українське козацтво: Мала енциклопедія. — К.: Генеза; Запоріжжя: Прем'єр. — 567 с. (с)
2. Енциклопедія Сучасної України. Т.1. — К.: Координаційне бюро Енциклопедії Сучасної України НАН України, 824 с.(п)
3. Довідник з історії України (А-Я). — К.: Генеза, 1135 с.(п)